# 시시 타부크
시시 타부크(튀르키예어: şiş tavuk, 아랍어: شيش طاووق 시시 타우끄[*]) 또는 타부크 시시(튀르키예어: tavuk şiş)는 터키 및 레반트 지역의 닭고기 케밥이다.

## 이름
튀르키예어 "시시 타부크(şiş tavuk)"는 "꼬챙이, 꼬치"를 뜻하는 "시시(şiş)"와 "닭, 닭고기"를 뜻하는 "타부크(tavuk)"가 합쳐진 말로, "닭고기 꼬치"라는 뜻이다. 어원은 오스만어 "시시 타부끄(شیش طاوق)"이다.

## 같이 보기
- 닭꼬치
- 사테 아얌
- 야키토리
- 주제 케밥